# 拜魯姆
拜魯姆（挪威語：[ˈbæ̂ːrʉm] ⓘ），又译为貝魯姆，是挪威東南部阿克什胡斯郡的一個市镇。市镇面积为192平方公里，2022年底人口数量为129,874人。
拜魯姆位於挪威首都奧斯陸市郊，为挪威最為富裕和生活成本最高的城市。2002年拜魯姆的人均收入是370,800挪威克朗，遠高於挪威全國平均水準262,800克朗。拜魯姆過去是一個以工業和農業為主的城市，但現在的主要產業已經轉移到服務業。市內有三分之一左右的土地被用作住宅開發。